# Athlītikos Syllogos Arīs Thessalonikīs 1931-1932

## Stagione
Nella stagione 1931-1932 l'Arīs vinse il secondo titolo di campione di Grecia. Inoltre disuputò la finale della prima edizione di Coppa di Grecia contro l'AEK Atene, perdendo 5-3.

## Rosa

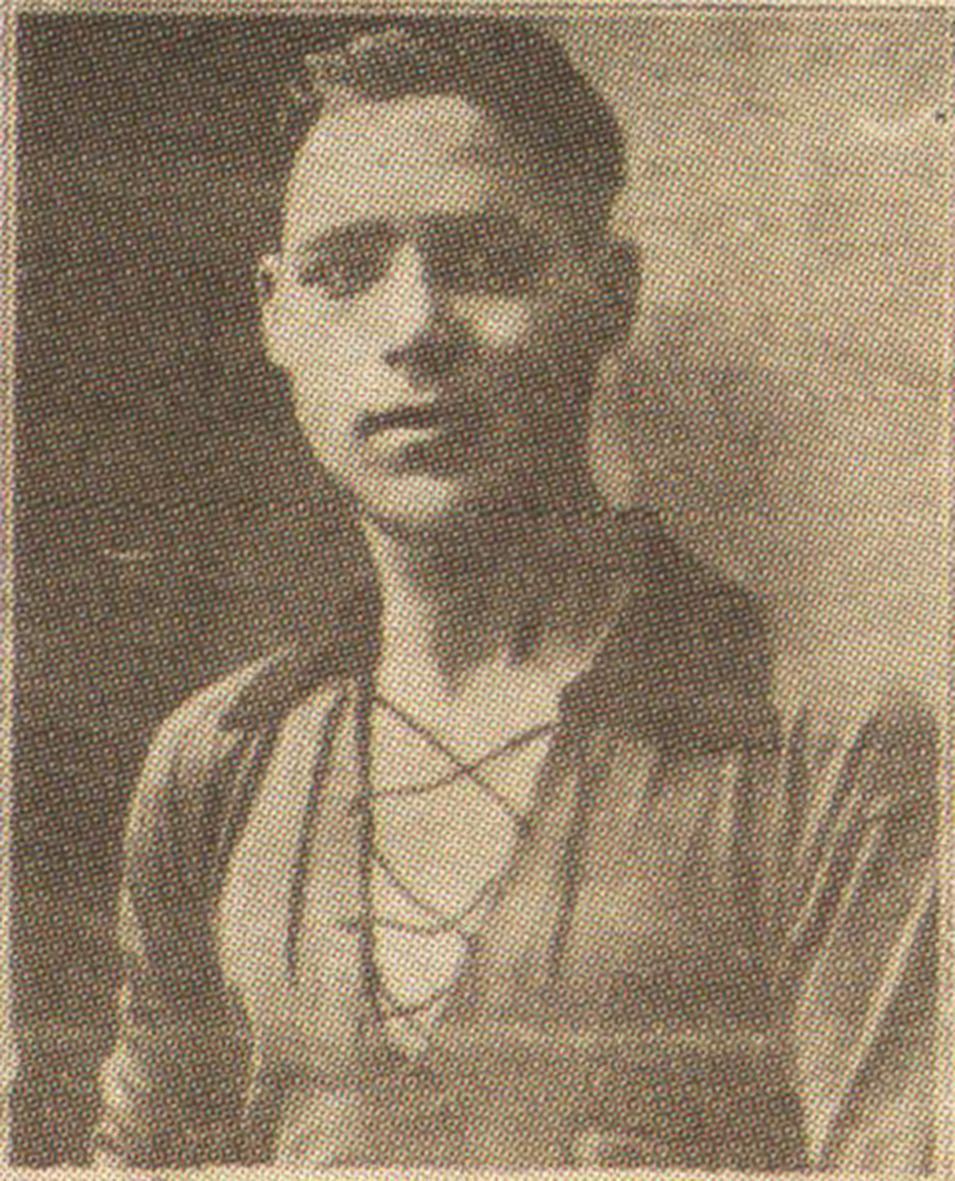
Nikolaos Angelakis realizzò 14 reti in campionato

| N. |                       | Ruolo | Calciatore            |
| -- | --------------------- | ----- | --------------------- |
|    | Grecia (bandiera)     | P     | Nikos Katrantzos      |
|    | Grecia (bandiera)     | P     | Kostas Koumplis       |
|    | Grecia (bandiera)     | D     | Alekos Oikonomou      |
|    | Grecia (bandiera)     | D     | Kostas Vikelidis      |
|    | Grecia (bandiera)     | D     | K. Akritidis          |
|    | RSS Armena (bandiera) | C     | Daniel Danielyan      |
|    | Grecia (bandiera)     | C     | Nikiforos Vikelidis   |
|    | Grecia (bandiera)     | C     | Kostas Gikopoulos     |
|    | Grecia (bandiera)     | C     | Panagiotis Katsaounis |

| N. |                   | Ruolo | Calciatore           |
| -- | ----------------- | ----- | -------------------- |
|    | Grecia (bandiera) | C     | Dionisis Kaltekis    |
|    | Grecia (bandiera) | A     | Christos Leontaridis |
|    | Grecia (bandiera) | A     | Nikolaos Angelakis   |
|    | Grecia (bandiera) | A     | Romylos Yetion       |
|    | Grecia (bandiera) | A     | Iordanis Vogdanou    |
|    | Grecia (bandiera) | A     | Kleanthis Vikelidis  |
|    | Grecia (bandiera) | A     | Argyris Argyriadis   |
|    | Grecia (bandiera) | A     | Nikos Kitsos         |
|    | Grecia (bandiera) | A     | Kostas Kalogiannis   |

## Risultati

### Coppa di Grecia
| 27 settembre 1931 Quarti di finale | Arīs Salonicco | 7 – 2 | Panathīnaïkos |  |

| 18 ottobre 1931 Semifinale | Apollōn Smyrnīs | 2 – 3 | Arīs Salonicco |  |

| Arbitro: | Asprogerakas |

|                                                                 |           |                      |
| Iliaskos 5’ Baltas 8’, 65’ Oikonomou 70’ (aut.) Negrepontis 78’ | Marcatori | 40’, 43’, 80’ Kitsos |

## Statistiche

### Statistiche di squadra
| Competizione     | Punti | Totale | Totale | Totale | Totale | Totale | Totale | DR  |
| Competizione     | Punti | G      | V      | N      | P      | Gf     | Gs     | DR  |
| ---------------- | ----- | ------ | ------ | ------ | ------ | ------ | ------ | --- |
| Campionato greco | 22    | 14     | 9      | 4      | 1      | 38     | 10     | +28 |
| Coppa di Grecia  | -     | 3      | 2      | 0      | 1      | 13     | 9      | +4  |
| Totale           | -     | 17     | 11     | 4      | 2      | 51     | 19     | +32 |